# Aloe amudatensis
Aloe amudatensis é uma espécie de liliopsida do gênero Aloe, pertencente à família Asphodelaceae.